# Шејдибрук (Тексас)
Шејдибрук (енгл. Shadybrook) насељено је место без административног статуса у америчкој савезној држави Тексас.

## Демографија
По попису из 2010. године број становника је 1.967.
| Група             | 2000.    | 2010.         |
| Белци             | 0 (0,0%) | 1.692 (86,0%) |
| Афроамериканци    | 0 (0,0%) | 107 (5,4%)    |
| Азијати           | 0 (0,0%) | 5 (0,3%)      |
| Хиспаноамериканци | 0 (0,0%) | 98 (5,0%)     |
| Укупно            | 0        | 1.967         |